# Stenaspidius spatuliferus
Stenaspidius spatuliferus es una especie de coleóptero de la familia Geotrupidae.

## Distribución geográfica
Habita en Australia.